# 1547
- Wikisource

| Calendário gregoriano                                                        | 1547 MDXLVII                                         |
| Ab urbe condita                                                              | 2300                                                 |
| Calendário arménio                                                           | 996 – 997                                            |
| Calendário bahá'í                                                            | -297 – -296                                          |
| Calendário budista                                                           | 2091                                                 |
| Calendário chinês                                                            | 4243 – 4244 Início a 20 de janeiro (aproximadamente) |
| Calendário copta                                                             | 1263 – 1264                                          |
| Calendário etíope                                                            | 1539 – 1540                                          |
| Calendários hindus - Vikram Samvat - Calendário nacional indiano - Cáli Iuga | 1602 – 1603 1468 – 1469 4647 – 4648                  |
| Calendário Holoceno                                                          | 11547                                                |
| Calendário islâmico                                                          | 954 – 955                                            |
| Calendário judaico                                                           | 5307 – 5308                                          |
| Calendário persa                                                             | 925 – 926                                            |
| Calendário rúnico                                                            | 1797                                                 |
| Calendário solar tailandês                                                   | 2090                                                 |

1547 (MDXLVII, na numeração romana) foi um ano comum do século XVI do Calendário Juliano, da Era de Cristo, a sua letra dominical foi B (52 semanas), teve início a um sábado e terminou também a um sábado.
| Ano completo                   |
| ------------------------------ |
| Ano comum com início ao sábado |

## Eventos
- Nomeação de D. Manuel de Noronha no cargo de Bispo de Lamego.
- Edificação da Igreja de Nossa Senhora da Mãe de Deus em Ponta Delgada, ilha de São Miguel, Açores.
- 17 de Maio - Terramoto no noroeste da ilha Terceira, Açores provocou fortes danos nas freguesias do Raminho que então se chama “Folhadais”, dos Altares e dos Biscoitos.[1]
- É publicado em Portugal o primeiro Índice de Livros Proibidos.
- o grão-duque Ivã IV (conhecido como o "Terrível") foi oficialmente coroado o primeiro czar ("césar") da Rússia.
- Ocorre o Grande incêndio de Moscou.

## Nascimentos
- - 22 de Janeiro - Carlos II de Hohenzollern, Karl II. von Hohenzollern, filho do conde Carlos I de Hohenzollern (1516-1576) (m. 1606).
  - 24 de Janeiro - Joana da Áustria, Johanna von Österreich, filha mais jovem de Ferdinando I, Imperador do Sacro Império Romano (m. 1578).
- Fevereiro
  - 9 de Fevereiro - Mikołaj Krzysztof Radziwiłł, dito O Trovão, grão-príncipe da Lituânia (m. 1603).
  - 13 de Fevereiro - Aldo Manuzio, O Jovem, humanista e impressor italiano (m. 1597).
  - 24 de Fevereiro - João de Áustria, filho ilegítimo de Carlos V, Imperador do Sacro Império Romano; celebrizou-se durante a Batalha de Lepanto (m. 1578).
- Março
  - 1 de Março - Rudolph Goclenius, Rudolph Göckel, humanista, filósofo e professor universitário alemão (m. 1628).
  - 7 de Março - Lambert Thomas Schenkels, Lambertus Thomas Schenkelius, filólogo e reitor alemão (m. 1630).
  - 15 de Março - Noferi degli Albizzi, patrício italiano e capitão do exército toscano.
  - 19 de Março - Carlo Pasquale, diplomata, filólogo e bibliófilo italiano (m. 1625).
  - 25 de Março - Georg Obrecht, O Velho, jurista e professor de Direito das Universidades de Tübingen e de Basileia (m. 1612).
- Abril
  - 8 de Abril - Lucrezia Bendidio, condessa e cantora italiana (m. 1584).
  - 14 de Abril - Johannes Busaeus, Johann Buys, teólogo alemão (m. 1611).
  - 20 de Abril - Bernhard Lavater, ourives suíço (m. 1599).
  - 23 de Abril - Georgius Calaminus, Georg Roericht, dramaturgo e escolástico alemão (m. 1595).
- Maio
  - 15 de Maio - Magnus Pegelius, Magnus Pegel, médico e matemático alemão (m. 1619).
  - 20 de Maio - Melchior Bischoff, teólogo luterano e compositor alemão (m. 1614).
- Junho
  - 24 de Junho - Christian Forbes, filho de William Forbes, 7° Lord Forbes (1513-1593) (m. 1622).
  - 28 de Junho - Cristofano Malvezzi, organista e compositor italiano (m. 1599).
- Julho
  - 5 de Julho - Garzia de' Medici, filho de Cosimo I de' Medici, Grão-duque de Toscana (m. 1562).
- Agosto
  - 10 de Agosto - Francisco II, Duque de Saxe-Lauenburg, Franz II. von Sachsen-Lauenburg, filho de  Francisco I, Duque de Saxe-Lauenburg (1510-1581) (m. 1619).
- Setembro
  - 7 de Setembro - Giovanni Maria Boldù, político italiano (m. 1624).
  - 7 de Setembro - Carlos, Príncipe da Bavaria, Karl von Bayern, filho de Ana da Áustria (1528-1590) (m. 7 de Dezembro de 1547).
  - 10 de Setembro - Jorge I de Hessen-Darmstadt, O Pio, Georg I. von Hessen-Darmstadt, landegrave de Hessen-Darmstadt (m. 1596).
  - 14 de Setembro - Johan van Oldenbarnevelt, chefe de estado e diplomata holandês (m. 1619).
  - 22 de Setembro - Philipp Nicodemus Frischlin, poeta, humanista e filólogo alemão (m. 1590). Nicodemus Frischlin (1547-1590)

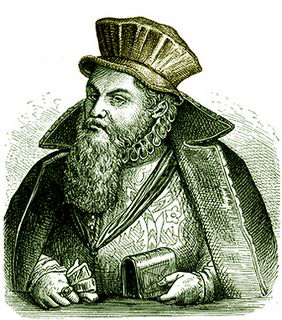
Nicodemus Frischlin (1547-1590)

  - 25 de Setembro - Michel Coyssard, jesuíta, tradutor e educador francês (m. 1623).
  - 26 de Setembro - Amalie, Condessa de Daun-Falkenstein, filha de Johann von Daun, Conde de Falkenstein (1510-1579 (m. 1608).
  - 28 de Setembro - Matteo Alemán, romancista espanhol (m. 1614). Matteo Aleman
(1547-1614)
gravura de Pedro Perret

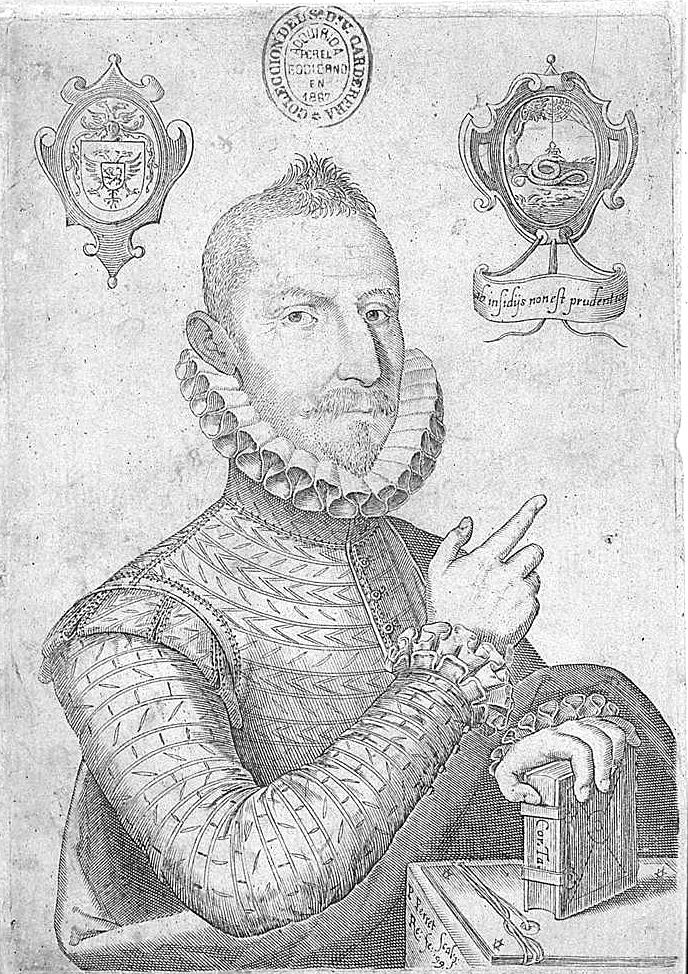
Matteo Aleman
(1547-1614)
gravura de Pedro Perret

  - 29 de Setembro - Miguel de Cervantes, romancista espanhol (m. 1616).
- Outubro
  - 2 de Outubro - Philipp Ludwig, Conde de Neuburg, filho do duque Wolfgang do Palatinato-Zweibrücken (1526-1569) (m. 1614).
  - 18 de Outubro - Justus Lipsius, filósofo, filólogo e humanista belga (m. 1606). Justus Lipsius
(1547-1606)

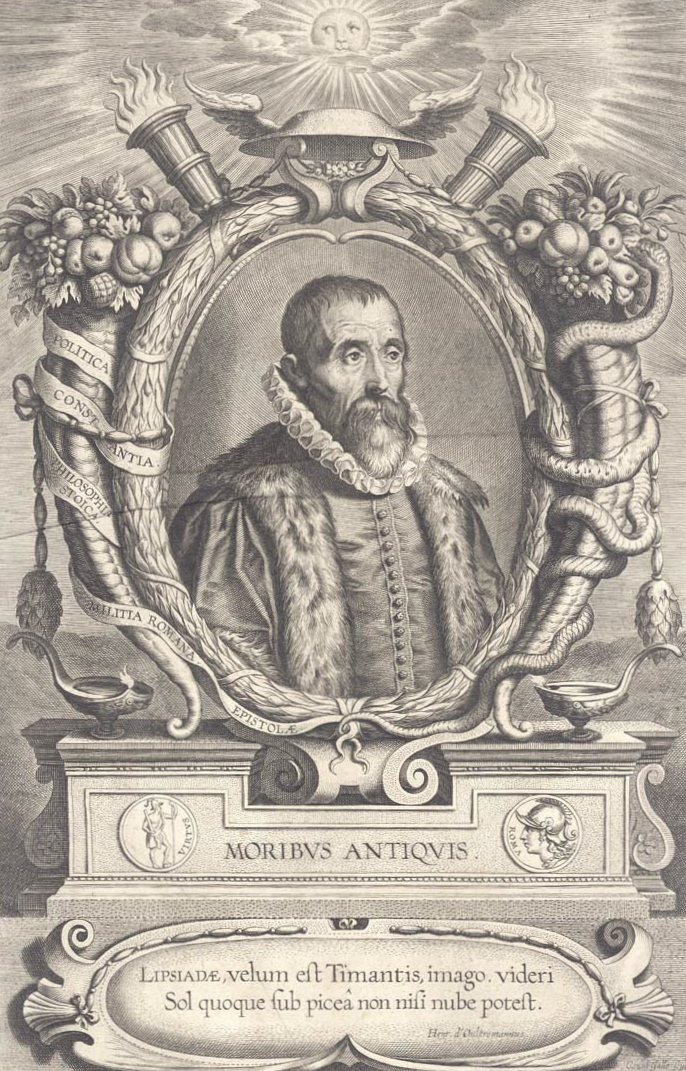
Justus Lipsius
(1547-1606)

  - 21 de Outubro - Orsola Benincasa, religiosa e mística italiana (m. 1618).
  - 29 de Outubro - Sofia Vasa, Sofia da Suécia, filha de Gustavo Vasa, Rei da Suécia (m. 1611).
  - 31 de Outubro - Clara, Condessa de Oldenburg, (m. 1598).
- Novembro
  - 6 de Novembro - Paul Zwilling, Paul Didymus, poeta épico alemão de expressão neo-latina (m. 1581).
  - 7 de Novembro - Rudolf Hospinian, Rudolf Wirth, teólogo e reformador suíço (m. 1626).
  - 10 de Novembro - Gebhard I. von Waldburg, Príncipe-Eleitor e Arcebispo de Colônia (1577-1583) (m. 1601).
  - 10 de Novembro - Martin Moller, poeta e místico alemão (m. 1606).
  - 12 de Novembro - Cláudia de Valois, Claude de Valois, filha do rei Henrique II da França (m. 1575).
  - 15 de Novembro - Antonio Albizzi, Antonius Albicius, jurisconsulto e genealogista italiano (m. 1626).
  - 16 de Novembro - Margaretha Svantesdotter Sture Natt Och Dag, casada com Ture Nilsson Bielke (1548-1600), negociador militar dinamarquês (m. 1617).
  - 20 de Novembro - Hans Rudolf Sager, reformador e humanista suíço (n. 1623).
  - 25 de Novembro - Samuel Fischer, teólogo e professor alemão (m. 1600).
  - 26 de Novembro - Dorothea, Condessa de Solms-Laubach, filha de Friedrich Magnus, Conde de Solms-Laubach (1521-1561) (m. 1595).
  - 26 de Novembro - Nicolaus Taurellus, teólogo e filósofo alemão (m. 1606).
  - 30 de Novembro - Carlo Antonio Dal Pozzo, arcebispo católico e jurista italiano (m. 1607).
- Dezembro
  - 5 de Dezembro - Ubbo Emmius, historiador e geógrafo holandês  (m. 1625).
  - 15 de Dezembro - Magdalena, Condessa de Nassau, filha de Guilherme de Nassau-Dillenburg, O Rico, (1487-1559) (m. 1633).
- Datas Incompletas
  - Alof de Wignacourt, Grão Mestre da Ordem de São João de Jerusalém de 1601 a 1622 e patrono do pintor Caravaggio (m. 1622).
  - Camillo Baldi, literato italiano (m. 1634).
  - Dionísio de Zacinto, Άγιος Διονύσιος Ζακύνθου, santo e bispo greco (m. 1622).
  - Eusebius Pagit, teólogo puritano inglês (m. c1617).
  - Flaminio Scala, ator teatral e comediante italiano (m. 1624).
  - George de la Héle, compositor flamengo (m. 1586).
  - Heinrich Sedulius, teólogo teuto-flamengo (m. 1621).
  - Jacobus Jansonius, Jacques Janzsoon, teólogo e educador holandês (m. 1625).
  - Jacopo Ligozzi, pintor, ilustrador e miniaturista italiano (m. 1627).
  - Jerónimo de Prado, exegeta e erudito bíblico espanhol (m. 1595).
  - Johann Jacob Fries, Johannes Jakobus Frisius, filósofo, teólogo, bibliógrafo e lexicógrafo suíço (m. 1611).
  - Johannes Bentius, Johann Ben(t)z, filólogo e professor universitário (m. 1599).
  - Juán Rufo, cronista, poeta e militar espanhol (m. 1620).
  - Jurij Dalmatin, escritor e tradutor esloveno (m. 1589).
  - Lorenzo Usimbardi, político italiano (m. 1636).
  - Marc Antonio Ingegneri, compositor italiano (m. 1592).
  - Matteo Perez d'Aleccio, pintor e gravador italiano  (m. 1616).
  - Oichi, irmã mais nova de Oda Nobunaga (m. 1583).
  - Orazio Spinola, Arcebispo de Gênova e cardeal italiano (m. 1616).
  - Petrus Balesius, Peter Bales, calígrafo inglês (m. 1610).
  - Richard Stanyhurst, tradutor de Virgílio, controversista, poeta, alquimista e historiador irlandês (m. 1618).
  - Roemer Visscher, mercador e escritor holandês (m. 1620).
  - Rudolf von Bünau (1547-1622), marechal e conselheiro alemão (m. 1622).
  - Stanisław Żółkiewski, magnata e comandante militar polonês  (m. 1620).
  - Thomas Boyd, 6° Lord Boyd, (m. 1611).

## Mortes
- Janeiro
  - 2 de Janeiro - Gianluigi Fieschi, O Jovem, Giovanni Luigi Fieschi, Conde de Lavagna (n. 1522).
  - 5 de Janeiro - Johann Heß, teólogo luterano e reformador alemão (n. 1490). Johann Heß (1490-1547)

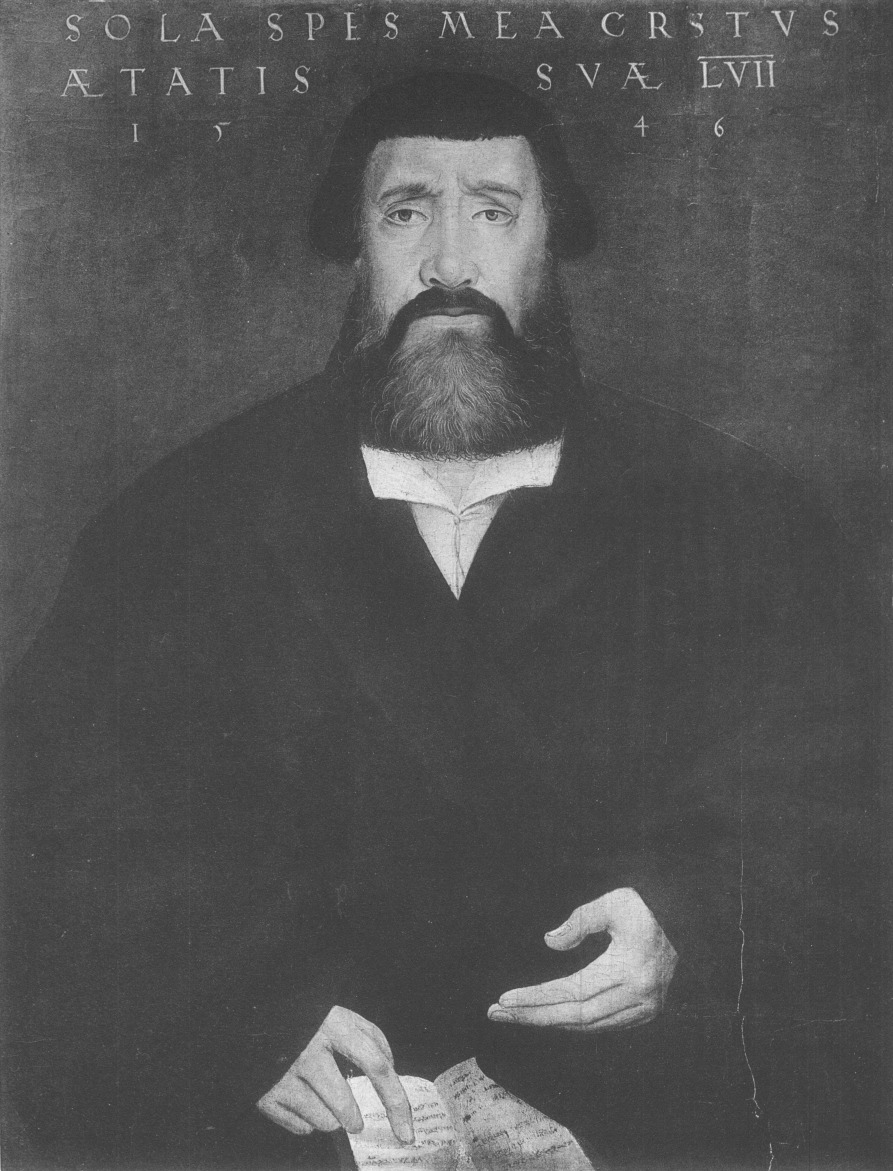
Johann Heß (1490-1547)

  - 16 de Janeiro - Johannes Schöner, cartógrafo e astrônomo alemão (n. 1477).
  - 17 de Janeiro - Roberto Pucci, Bispo de Pistóia e cardeal italiano (n. 1463).
  - 18 de Janeiro - Pietro Bembo, humanista italiano (n. 1470). Pietro Bembo
(1470-1547) por Tiziano 

Pietro Bembo
(1470-1547) por Tiziano

  - 18 de Janeiro - Francisco de Arruda, arquiteto português  (n. 1510).
  - 19 de Janeiro - Henry Howard, Conde de Surrey, poeta e aristocrata inglês (n. 1517).[2]
  - 21 de Janeiro - Giovanni Calvo, franciscano italiano.
  - 25 de Janeiro - Livinus Algotius, Lieven Algoet, humanista flamengo.
  - 27 de Janeiro - Anna Jagellona, esposa do Imperador Fernando I, Sacro Imperador Romano-Germânico (n. 1503).
  - 28 de Janeiro - Henrique VIII, Rei da Inglaterra (n. 1491).
- Fevereiro
  - 3 de Fevereiro - Dominikus Schleupner, teólogo luterano alemão.
  - 6 de Fevereiro - Konrad Adelmann von Adelmannsfelden, humanista alemão (n. 1462).
  - 7 de Fevereiro - Kunegonde Hergot, impressora e editora musical alemã.
  - 11 de Fevereiro - Johannes Horn, teólogo católico (n. c1490).
  - 21 de Fevereiro - Valerius Anshelm, cronista suíço (n. c1475).
  - 24 de Fevereiro - Francesco Burlamacchi, político italiano (n. 1498).
  - 25 de Fevereiro - Vittoria Colonna, poetisa italiana  (n. 1490).
  - 27 de Fevereiro - Laurentius Zoch, , jurista alemão  (n. 1477).
  - 28 de Fevereiro - Johann von Naves, Jean Naves de Messancy, vice-chanceler alemão (n. 1500).
  - 28 de Fevereiro - Philippa van Egmond, também conhecida como Felipa de Guelders, filha de Adolfo de Egmond, Duque de Guelders (1438-1477 (n. c1467).
- Março
  - 12 de Março - Wenzeslaus Linck, teólogo luterano e reformador alemão  (n. 1483).
  - 15 de Março - Diego de Enzinas, humanista espanhol (n. 1520).
  - 15 de Março - Jakob Otter, teólogo e reformador alemão (n. c1485).
  - 16 de Março - François Vatable, erudito, helenista e hebraísta francês (n. c1495).
  - 16 de Março - Jaques Toussain, helenista e bibliófilo francês (n. 1498).
  - 25 de Março - Kaspar Thumm, pastor protestante alemão (n. c1509).
  - 27 de Março - Eleanora de Castro, esposa de Francisco de Borja, Duque de Gandia (1510-1572) (n. 1512).
  - 31 de Março - Francisco I da França, rei da França de 1515 até sua morte (m. 1494).
- Abril
  - 1 de Abril - Maria de Luxemburgo (1466-1547), Marie de Luxembourg, Condessa de St. Pol, Ligny e Enghien (n. 1466).
  - 3 de Abril - Ludger Ring, O Velho, pintor alemão (n. 1496).
  - 3 de Abril - Ulrich Renz, O Velho, magistrado alemão (n. c1490).
  - 11 de Abril - Dorothea de Oldenburgo, filha de Frederico I da Dinamarca e Noruega (n. 1504).
  - 11 de Abril - Stephanus Agricola, O Velho, teólogo alemão (n. c1491). Stephanus Agricola
O Velho
(1491-1547)
- Maio

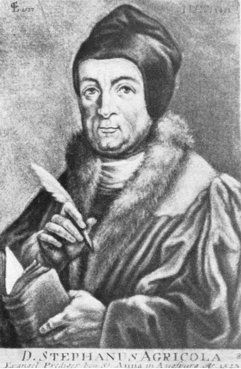
Stephanus Agricola
O Velho
(1491-1547)

  - 2 de Maio - Caspar Bornerus, Caspar Borner, humanista, reformador e teólogo alemão (n. 1492).
  - 10 de Maio - Francisco de los Cobos y Molina, secretário de Carlos V da Espanha.
  - 21 de Maio - Franciscus Ortiz Yáñez, sacerdote espanhol (n. 1497).
  - 22 de Maio - Daniel de Moscou, metropolita de Moscou (n. 1492).
  - 25 de Maio - Peter Schuddemate, pedagogo e cronista holandês.
- Junho
  - 5 de Junho - Alberto VII de Meclemburgo-Güstrow, O Belo, duque de Meclemburgo-Schwerin (n. 1488).
  - 9 de Junho - Ulrich Rehlinger, O Velho, burgomestre de Augsburgo (n. 1477).
  - 10 de Junho - Pietro de' Medici, Pedricco, filho de Cosimo I de' Medici, Grão-duque de Toscana (m. 1604). (n. 1546).
  - 21 de Junho - Sebastiano del Piombo, Sebastiano Luciani, pintor italiano (n. 1485).
- Julho
  - 3 de Julho - Hartmannus Hartmanni, O Velho, Professor da Universidade de Heidelberg (n. c1495).
  - 20 de Julho - Beatus Rhenanus, humanista, reformador e erudito clássico alemão (n. 1485).
  - 24 de Julho - Georg Wachter, editor musical alemão.
- Agosto
  - 3 de Agosto - Fra Paolino da Pistoia, pintor italiano (n. 1488).
  - 7 de Agosto - Caetano de Thiene, santo e confessor italiano (n. 1480).
  - 8 de Agosto - Photisarath, Rei de Laos (n. 1501)
  - 8 de Agosto - Johannes Mensing, teólogo controversista alemão (n. 1475).
  - 17 de Agosto - Katharina von Zimmern, abadessa suíça (n. 1478).
  - 21 de Agosto - Johannes Hoffmeister, teólogo católico alemão (n. c1509).
  - 22 de Agosto - Niccolò Ardinghelli, cardeal italiano (n. 1503).
  - 26 de Agosto - Siegmund von Ortenburg, canonista e conde alemão, filho de Sebastian I. von Ortenburg (1434-1490). (n. 1478).
- Setembro
  - 4 de Setembro - Caterina Mattei, monja e beata italiana (n. 1486).
  - 5 de Setembro - Sebastian Sauerzapf, administrador alemão (n. 1512).
  - 6 de Setembro - Tommaso Badia, cardeal italiano (n. 1483).
  - 10 de Setembro - Pier Luigi Farnese, Duque de Parma (n. 1503).
  - 10 de Setembro - Adam Gordon, filho do Lord de Aboyne; morreu em combate durante a Batalha de Pinkie, na Escócia (n. 1521).
  - 10 de Setembro - Francis Somerset, filho de Henry Somerset, 2° Duque de Worcester, (morreu em combate)
  - 10 de Setembro - Malcolm Fleming, 3° Lord Fleming  (n. 1494).
  - 17 de Setembro - Frederico II de Legnica, duque da Polônia (n. 1480).
  - 27 de Setembro - Eleanor Brandon, filha de Charles, 1° Duque de Suffolk  (n. 1519/1520).
  - 30 de Setembro - Maria van Hout, Maria van Oisterwijk , freira e escritora mística alemã de origem holandesa (n. 1470).
- Outubro
  - Lazare de Baïf, teólogo, diplomata e humanista francês (° 1496).
  - 17 de Outubro - Jakob Spiegel, jurista e humanista alemão (n. 1483).
  - 18 de Outubro - Jacopo Sadoleto, cardeal italiano (n. 1477).
  - 19 de Outubro - Pierino del Vaga, pseudônimo de Piero Buonaccorsi, pintor italiano (n. 1501. Pierino del Vaga
(1501-1547)

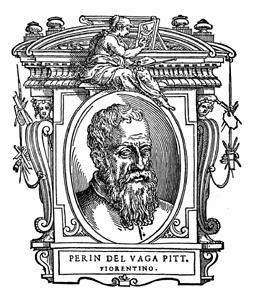
Pierino del Vaga
(1501-1547)

  - 27 de Outubro - Pedro de los Ríos y Gutiérrez de Aguayo, explorador espanhol; morreu em combate.
- Novembro
  - 12 de Novembro - Sebastian Aitinger, tabelião e negociador alemão (n. 1508).
  - 15 de Novembro - Johann Furster, chanceler alemão.
  - 15 de Novembro - Martinho de Portugal, embaixador papal, Bispo de Viseu e arcebispo do Funchal (n. c(1485).
  - 19 de Novembro - Erasmus Lapicida, compositor austríaco.
  - 20 de Novembro - Johannes IV. von Sachsen-Lauenburg, Bispo de Hildesheim, (n. 1483).
  - 25 de Novembro - Balthasar Eisengrein, jurista alemão (n. 1611).
  - 26 de Novembro - Giovanni Cariani, pintor italiano (n. c1485).
- Dezembro
  - 2 de Dezembro - Hernán Cortés, conquistador espanhol (n. 1485).
  - 17 de Dezembro - Pellegrino da San Daniele, pintor italiano (n. 1467).
  - 28 de Dezembro - Konrad Peutinger, humanista e antiquariano alemão (n. 1465).
- Datas Incompletas
  - Batthyány Orbán, conselheiro da rainha Isabela da Hungria (1519-1559).
  - Carl von Barth, chanceler alemão e professor de Direito (n. 1597).
  - Dirk Vellert, pintor flamengo (n. 1480).
  - Edward Hall, cronista e jurista inglês  (n. 1498).
  - Giovanni Vincenzo de Luna, conde de Sclafani.
  - Hieronymus Schreiber, Jerôme Schreiber, médico, matemático e astrônomo alemão.
  - Jörg Breu, O Jovem, pintor alemão (n. 1510).
  - Mirabai, princesa, poetisa e mística indiana (n. 1498).
  - Pedro Sancho de Hoz, cronista e conquistador espanhol (n. 1514).

## Por tema
- 1547 no Brasil